# Archanara nonogriella
Archanara nonogriella là một loài bướm đêm trong họ Noctuidae.